# Met Gala
Il Costume Institute Gala, popolarmente noto come Met Gala o Met Ball, è un evento mondano annuale di raccolta fondi a beneficio del Costume Institute del Metropolitan Museum of Art di New York organizzato dal 1948 all'apertura della mostra annuale di moda organizzata dal museo.
Dopo aver cambiato spesso data, luogo ed ente, l'evento si è stabilizzato dal 2005 nella sua forma attuale, per cui si tiene rigorosamente ogni primo lunedì di maggio nel Metropolitan Museum of Art organizzato dalla rivista Vogue, la cui caporedattrice Anna Wintour è anche presidente o co-presidente del Gala dal 1995.
Oltre alle varie settimane della moda distribuite in varie città internazionali, il Met Gala è ampiamente considerato come il singolo evento di moda più prestigioso e glamour del mondo. Vi si può partecipare esclusivamente per invito, solitamente rivolto a celebrità di varie sfere professionali fra cui la moda, il cinema, la televisione, la musica, il teatro, gli affari, lo sport, i social media e la politica, che ricevono indietro grande copertura mediatica. Ogni anno l'evento celebra il tema specifico della mostra del Costume Institute di quell'anno, e agli invitati è richiesto un dress code in linea con il tema della mostra.

## Storia
Il Met Gala è stato istituito nel 1948 dalla pubblicista di moda Eleanor Lambert come una raccolta di fondi per l'appena fondato Costume Institute a celebrare l'apertura della sua mostra annuale. Il primo Gala comprendeva una cena e i biglietti costavano 50 dollari ciascuno. Nei primi decenni della sua esistenza, il Gala è stato semplicemente una delle tante raccolte di fondi annuali per le organizzazioni di beneficenza di New York. Di conseguenza, i partecipanti dei primi Gala erano quasi interamente membri dell'alta società di New York o dell'industria della moda della città. Dal 1948 al 1971, l'evento si tenne in vari luoghi di Manhattan, tra cui il Waldorf Astoria, Central Park e la Rainbow Room.
Quando Diana Vreeland divenne consulente del Costume Institute nel 1972, il Gala iniziò ad evolversi verso una direzione più globale e glamour, anche se era ancora rivolta ai membri dell'alta società. L'evento ha iniziato a diventare un evento di alto profilo riservato a celebrità come Elizabeth Taylor, Andy Warhol, Bianca Jagger, Diana Ross, Elton John, Liza Minnelli, Madonna e Cher che si mescolano con l'élite della città. Fu durante gli anni di Diana Vreeland che il Gala si tenne per la prima volta al Met e che furono introdotti i temi per l'evento.
Il Met Gala è ampiamente considerato tra gli eventi sociali più importanti ed esclusivi del mondo. È anche una delle più grandi serate di raccolta fondi a New York, con 9 milioni di dollari raccolti nel 2013, 12 milioni l'anno successivo, per poi salire a un record di 17,4 milioni di dollari nel 2022. Il Met Gala è una delle più importanti fonti di finanziamento per il Costume Institute, con contributi totali che superano i 200 milioni di dollari per la prima volta dopo l'evento del 2019. Anna Wintour, ha assunto la presidenza dell'istituto nel 1995. La sua lista di ospiti è aumentata fino a includere celebrità provenienti da tutto il mondo della moda, dello spettacolo, degli affari, dello sport e della politica che potrebbero poi ritrovarsi tra le pagine e le copertine di Vogue.

### Presente
Dal 1948, il Met Gala si è svolto consecutivamente ogni anno, tranne nel 2000 e nel 2002. Nel 2020 Met Gala è stato annullato a causa della pandemia di COVID-19. Il Gala è ripreso nel 2021, ma si è tenuto a settembre anziché a maggio di quell'anno. Nel 2022, il Gala tornò a tenere la sua tradizionale collocazione a maggio.
Tra le celebrità che si sono distaccate negli ultimi anni ci sono Olivia Rodrigo, Timothée Chalamet, Billie Eilish, Lil Nas X, Katy Perry, Lady Gaga, Justin Bieber, Beyoncé, Cara Delevingne, Nicki Minaj, Rihanna, Jennifer Lopez, Benedict Cumberbatch, Kylie Jenner, Bella Hadid, Miley Cyrus, Kim Kardashian, Ariana Grande, Kendall Jenner, Taylor Swift, Maluma, Violet Chachki, Jared Leto, Nicole Kidman, Marc Jacobs, Emma Watson, Donatella Versace, Kate Moss, Madonna, Cate Blanchett, Lizzo, Emma Stone, Dua Lipa, Harry Styles, Selena Gomez, George Clooney, Anne Hathaway, Kris Jenner, Julia Roberts, Sarah Jessica Parker, Céline Dion, Stella McCartney, Jennifer Lawrence, Shawn Mendes, Camila Cabello, Zendaya, Gigi Hadid, Blake Lively, Ryan Reynolds, Zayn Malik, Nina Dobrev, Salma Hayek, Lana Del Rey, Cardi B, Roger Federer e Lewis Hamilton.

### Costo dei biglietti
Nel 2014 i singoli biglietti costavano 30 000 dollari per coloro al di fuori della lista ufficiale degli ospiti, dopo che i prezzi sono stati aumentati di 10 000 dollari per aumentare l'esclusività dell'evento. La lista annuale degli ospiti è limitata a circa 650 o 700 persone. A partire dal 2020, il Met Gala ha iniziato a includere influencer dei social media. Il costo di un posto per ospite per partecipare al Met Gala è salito a 50 000 dollari nel 2023.

## Temi
Ogni anno alla mostra è assegnato un tema specifico che gli ospiti sono tenuti a seguire per il Gala, anche se non obbligatoriamente. L'evento comprende un'ora di aperitivo e una cena formale. Durante l'aperitivo, gli ospiti arrivano per sfilare sul tappeto rosso, visitano la mostra a tema dell'anno e prendono posto in attesa della cena che include l'intrattenimento dei principali artisti della serata.
Il tema non solo dà il tono alla mostra annuale, ma anche agli ospiti, che cercano di vestirsi per sostenere il tema dell'anno, chiedendo alle principali aziende di moda del mondo vestiti a tema in tempo per l'evento. A volte, come nel 2013 con il tema Punk: Chaos to Couture, il tema dato è considerato difficile da rispettare perché non fornisce una chiara direttiva stilistica. In altre occasioni, come nel 2014 con il tema Charles James: Beyond Fashion, il tema era stato molto più impegnativo per gli uomini, poiché Charles James ha realizzato abiti destinati esclusivamente alle donne. Nonostante ciò, secondo Vogue, dopo aver partecipato al Gala del 2021 con il tema In America: A Lexicon of Fashion, il curatore Andrew Bolton era «davvero impressionato dalle risposte dei designer americani al clima sociale e politico, in particolare intorno a questioni di inclusività e fluidità di genere».
Il tema del Met Gala del 2023 è stato Karl Lagerfeld: A Line of Beauty, ed era un omaggio allo stilista ed ex direttore creativo di Chanel, Karl Lagerfeld.

## Controversie
Le modelle Naomi Campbell e Stephanie Seymour si sono ritirate dal partecipare al Gala del 2009 all'ultimo minuto, in una dimostrazione di sostegno per lo stilista tunisino Azzedine Alaïa. Dopo aver scoperto che nessuna delle sue opere era inclusa nella mostra del Costume Institute, Alaïa ha chiesto alle modelle di non indossare gli abiti che aveva progettato per loro al Gala ma le modelle hanno scelto di non partecipare del tutto. Alaïa era noto per avere stretti rapporti con i suoi modelli, e la sua esclusione dalla mostra The Model As Muse: Embodying Fashion è stata vista come un affronto. Criticò poi Anna Wintour (con il quale ebbe una lunga faida) per avere "troppo potere su questo museo".
Nel 2014, il tema era Charles James: Beyond Fashion, e il Met Gala aveva annunciato un dress code che richiedeva un frac, ma un certo numero di giornalisti aveva sottolineato la difficoltà di trovare un frac tradizionale, anche per le celebrità. Un'ulteriore polemica al Met Gala del 2014 ha coinvolto uno streaker che non è riuscito a entrare al Met, ma che ha comunque causato confusione all'evento. Questo è stato seguito da una rissa in ascensore all'after party tra Solange Knowles e Jay-Z. Il nastro della sicurezza ha mostrato una conversazione movimentata tra i due, che è sfociata poi in un alterco fisico in cui lei lo ha colpito e preso a calci.
Nel 2015, il tema del Gala, originariamente chiamato Chinese Whispers: Tales of the East in Art, Film and Fashion, è stato rinominato in China: Through the Looking Glass. Il tema è stato accolto negativamente dalla critica, che affermò che era «un richiamo al sottile razzismo istituzionalizzato, che è stato aggravato da secoli di isolazionismo asiatico, e che supporta stereotipi occidentali esacerbati dall'ignoranza e la natura meme-able dei social media». Una delle attrici più criticate è stata Sarah Jessica Parker a causa di un copricapo che indossava, ritenuto conforme allo stereotipo della Dragon Lady.
Nel 2016 Madonna, rispettando il tema Manus x Machina: Fashion in an Age of Technology, si è presentata con uno degli abiti più controversi nella storia del Gala. È apparsa in un ensemble progettato dal direttore creativo di Givenchy, Riccardo Tisci, mostrando il seno e i glutei. Madonna ha creato scompiglio nuovamente sui suoi canali social ufficiali affermando: «abbiamo combattuto e continuiamo a lottare per i diritti civili e i diritti LGBT in tutto il mondo. Quando si tratta di diritti delle donne siamo ancora nel Medioevo. Il mio vestito al Met Ball era una dichiarazione politica e una dichiarazione di moda».
Il tema del Met Gala 2017 è stato Rei Kawakubo/Comme des Garçons: Art of the In-Between. Al Gala del 2017, Kendall Jenner aveva indossato un abito trasparente. L'abito a rete aveva delle maniche corte, una fessura attraverso il suo corpetto, un drappeggio posteriore e uno spacco. Kylie Jenner ha ricevuto molte critiche nei social media, in particolare Twitter, per aver mostrato troppa pelle, mentre altri hanno criticato il suo aspetto a causa delle somiglianze con il vestito di Rose McGowan agli MTV Video Music Awards del 1998.
Il Gala del 2018 aveva un tema cattolico e tra gli altri aveva partecipato Rihanna, che indossava una mitra papale. I critici sui social media hanno giudicato il suo look «blasfemo» da «cosplay sacrilego», anche se la Chiesa cattolica aveva prestato più di quaranta paramenti papali dal Vaticano, e il cardinale Timothy M. Dolan aveva anche partecipato. Kyle Smith sosteneva che la Chiesa cattolica era in realtà «complice della derisione dei suoi simboli». La sceneggiatrice Lena Waithe ha supportato la comunità LGBT, indossando un mantello arcobaleno e mostrando una bandiera del pride disegnata da Carolina Herrera. Waithe incarnava ciò che Dio significava per lei e spiegò la sua scelta affermando: «tu parli di chiesa e cattolicesimo, si tratta di – siamo fatti a immagine e somiglianza di Dio [...] Il tema per me è essere se stessi».  A partire dal 2018, Wintour ha annunciato che gli ospiti potrebbero non essere autorizzati a partecipare al Gala prima dei 18 anni.
Il tema del Met Gala 2019 era Camp: Notes on Fashion. La mostra è stata ispirata dal saggio di Susan Sontag del 1964 Notes on "Camp" tratto dal suo Contro l'interpretazione. Andrew Bulton, curatore responsabile del Costume Institute, spiegò come Susan Sontag sosteneva che il camp è «amore per l'innaturale: di artificio ed esagerazione [...] stile a scapito del contenuto [...] il trionfo dello stile epicene». Molte celebrità hanno approfittato del tema vestendosi di colori, glitter e trucco esagerati. Alcune celebrità finite al centro delle polemiche nel Met Gala del 2019 includono Kim Kardashian, che indossava un abito di Thierry Mugler. Anche se il vestito rispettava il tema, la polemica è nata dopo che Kardashian ha rivelato che non poteva sedersi o andare in bagno a causa del corsetto del vestito che le limitava grandi movimenti. A quel tempo, infatti, Kim Kardashian riceveva già molte critiche per l'ossessione per gli standard di bellezza irrealistici. La sceneggiatrice Lena Waithe è arrivata al Gala indossando un abito con la scritta "Black Drag Queens Inventend Camp" (lett. "le drag queen nere hanno inventato lo stile camp") sul retro. Il messaggio era destinato a mostrare come il camp è stato un modo per le persone emarginate, le persone queer e le persone di colore, di recuperare l'idea del gusto.
Il tema del Met Gala del 2021 era In America: A Lexicon of Fashion. Il tema americano del gala ha permesso alle celebrità di andare in molte direzioni diverse con il modo in cui hanno scelto di interpretare il tema. La rappresentante democratica degli Stati Uniti Alexandria Ocasio-Cortez ha partecipato al Gala con un vestito della designer Aurora James. L'aspetto controverso della Cortez era audace e prendeva di mira i partecipanti al Met; indossava un abito bianco con la frase "tax the rich" (lett. "tassate i ricchi") cucita sul retro in raso. Questo look ha scatenato delle polemiche in quanto molti pensavano che fosse ipocrita condannare la disuguaglianza economica durante la partecipazione ad un evento con un biglietto che costa 35 000 dollari. In un'intervista, la designer Aurora James spiegò che pensava fosse geniale «consegnare il messaggio direttamente a coloro che hanno bisogno di sentirlo». Un altro aspetto controverso del Met Gala del 2021 è stato quello della modella e attrice Cara Delevingne, che indossava un paio di pantaloni e un pettorale bianchi di Dior personalizzati. La corazza riportava la frase "Peg The Patriarchy" (lett. "sodomizzate il patriarcato") cucita sul davanti in caratteri rossi. In un'intervista, Delevingne spiega che «si tratta di emancipazione delle donne, l'uguaglianza di genere».

## Lista degli eventi del Met Gala
Quello che segue è un elenco degli eventi che hanno avuto luogo da quando i temi sono stati introdotti nel 1973.
| Data del gala              | Tema                                                              | Co-chair | Honorary Chair                                            | Sponsor                                               |
| -------------------------- | ----------------------------------------------------------------- | --- | --------------------------------------------------------- | ----------------------------------------------------- |
| 21 marzo 1973              | The World of Balenciaga                                           | – | –                                                         | Governo della Spagna                                  |
| 12 dicembre 1973           | The 10s, the 20s, the 30s: Inventive Clothes: 1909–1939           | Phyllis Ellsworth Dillon                                                                                     | –                                                         | –                                                     |
| 20 novembre 1974           | Romantic and Glamorous Hollywood Design                           | Jane Engelhard                                                                                               | –                                                         | SCM Corporation                                       |
| 10 dicembre 1975           | American Women of Style                                           | Jane Engelhard                                                                                               | –                                                         | SCM Corporation                                       |
| 6 dicembre 1976            | The Glory of Russian Costume                                      | Jacqueline Kennedy Onassis                                                                                   | –                                                         | SCM Corporation                                       |
| 12 dicembre 1977           | Vanity Fair: A Treasure Trove                                     | Jacqueline Kennedy Onassis                                                                                   | –                                                         | Halston                                               |
| 20 novembre 1978           | Diaghilev: Costumes and Designs of the Ballets Russes             | Pat Buckley                                                                                                  | –                                                         | –                                                     |
| 3 dicembre 1979            | Fashions of the Habsburg Era: Austria-Hungary                     | Pat Buckley                                                                                                  | –                                                         | –                                                     |
| 9 dicembre 1980            | The Manchu Dragon: Costumes of China, the Chi'ng Dynasty          | Pat Buckley                                                                                                  | –                                                         | –                                                     |
| 7 dicembre 1981            | The Eighteenth-Century Woman                                      | Pat Buckley                                                                                                  | –                                                         | Merle Norman Cosmetics                                |
| 6 dicembre 1982            | La Belle Époque                                                   | Pat Buckley                                                                                                  | –                                                         | Pierre Cardin                                         |
| 5 dicembre 1983            | Yves Saint Laurent: 25 Years of Design                            | Pat Buckley                                                                                                  | –                                                         | Gustave Zumsteg                                       |
| 3 dicembre 1984            | Man and the Horse                                                 | Pat Buckley                                                                                                  | –                                                         | Ralph Lauren                                          |
| 9 dicembre 1985            | Costumes of Royal India                                           | Pat Buckley                                                                                                  | –                                                         | Ratti, Christian Humann Foundation                    |
| 8 dicembre 1986            | Dance                                                             | Pat Buckley                                                                                                  | –                                                         | Shiseido                                              |
| 7 dicembre 1987            | A Tribute to Diana Vreeland                                       | Pat Buckley                                                                                                  | –                                                         | Reliance Group Holdings                               |
| 5 dicembre 1988            | From Queen to Empress: Victorian Dress 1837–1877                  | Pat Buckley                                                                                                  | –                                                         | The Leslie Fay Companies                              |
| 4 dicembre 1989            | The Age of Napoleon: Costume from Revolution to Empire, 1789–1815 | Pat Buckley                                                                                                  | –                                                         | Wolfgang K. Flottl                                    |
| 3 dicembre 1990            | Théâtre de la Mode – Fashion Dolls: The Survival of Haute Couture | Pat Buckley                                                                                                  | –                                                         | Wolfgang K. Flottl                                    |
| 9 dicembre 1991            | –                                                                 | Pat Buckley                                                                                                  | –                                                         | –                                                     |
| 7 dicembre 1992            | Fashion and History: A Dialogue                                   | Pat Buckley                                                                                                  | –                                                         | –                                                     |
| 6 dicembre 1993            | Diana Vreeland: Immoderate Style                                  | Pat Buckley                                                                                                  | –                                                         | –                                                     |
| 5 dicembre 1994            | Orientalism: Visions of the East in Western dress                 | Pat Buckley, Oscar de la Renta, Bill Blass                                                                   | –                                                         | –                                                     |
| 4 dicembre 1995            | Haute Couture                                                     | Anna Wintour, Annette de la Renta, Clarissa Bronfman                                                         | Karl Lagerfeld, Gianni Versace                            | Chanel, Gianni Versace                                |
| 9 dicembre 1996            | Christian Dior                                                    | Elizabeth Tilberis, Marie-Chantal, principessa di Grecia e Danimarca, Helene David-Weill                     | –                                                         | Dior, LVMH                                            |
| 8 dicembre 1997            | Gianni Versace                                                    | Anna Wintour, Julia Koch, Patrick McCarthy                                                                   | –                                                         | David H. Koch Foundation, VH1, Fairchild Publications |
| 7 dicembre 1998            | Cubism and Fashion                                                | Anna Wintour, Miuccia Prada, Paula Cussi, Pia Getty                                                          | –                                                         | Prada                                                 |
| 6 dicembre 1999            | Rock Style                                                        | Anna Wintour, Tommy Hilfiger, Aerin Lauder                                                                   | –                                                         | Tommy Hilfiger                                        |
| 23 aprile 2001             | Jacqueline Kennedy: The White House Years                         | Anna Wintour, Christina e Lindsay Owen-Jones, Annette and Oscar de la Renta, Carolina Herrera                | Caroline Kennedy e Edwin A. Schlossberg                   | L'Oréal                                               |
| 28 aprile 2003             | Goddess: The Classical Mode                                       | Anna Wintour, Tom Ford, Nicole Kidman                                                                        | –                                                         | Gucci                                                 |
| 26 aprile 2004             | Dangerous Liaisons: Fashion and Furniture in the 18th Century     | Anna Wintour, Renée Zellweger, Lawrence Stroll, Silas Chou, Edgar Bronfman Jr.                               | Jacob Rothschild, Jayne Wrightsman                        | Asprey                                                |
| 2 maggio 2005              | The House of Chanel                                               | Anna Wintour, Karl Lagerfeld, Nicole Kidman                                                                  | Carolina, principessa di Monaco                           | Chanel                                                |
| 1 maggio 2006              | AngloMania: Tradition and Transgression in British Fashion        | Anna Wintour, Christopher Bailey, Sienna Miller                                                              | Rose Marie Bravo, Peregrine Cavendish, duca di Devonshire | Burberry                                              |
| 7 maggio 2007              | Poiret: King of Fashion                                           | Anna Wintour, Cate Blanchett, Nicolas Ghesquière                                                             | François-Henri Pinault                                    | Balenciaga                                            |
| 5 maggio 2008              | Superheroes: Fashion and Fantasy                                  | Anna Wintour, George Clooney, Julia Roberts                                                                  | Giorgio Armani                                            | Giorgio Armani                                        |
| 4 maggio 2009              | The Model As Muse: Embodying Fashion                              | Anna Wintour, Kate Moss, Justin Timberlake                                                                   | Marc Jacobs                                               | Marc Jacobs                                           |
| 3 maggio 2010              | American Woman: Fashioning a National Identity                    | Anna Wintour, Oprah Winfrey, Patrick Robinson                                                                | –                                                         | Gap                                                   |
| 2 maggio 2011              | Alexander McQueen: Savage Beauty                                  | Anna Wintour, Colin Firth, Stella McCartney                                                                  | François-Henri Pinault e Salma Hayek                      | Alexander McQueen                                     |
| 7 maggio 2012              | Schiaparelli and Prada: Impossible Conversations                  | Anna Wintour, Carey Mulligan, Miuccia Prada                                                                  | Jeff Bezos                                                | Amazon                                                |
| 6 maggio 2013              | Punk: Chaos to Couture                                            | Anna Wintour, Rooney Mara, Lauren Santo Domingo, Riccardo Tisci                                              | Beyoncé                                                   | Moda Operandi                                         |
| 5 maggio 2014              | Charles James: Beyond Fashion                                     | Aerin Lauder, Anna Wintour, Bradley Cooper, Oscar de la Renta, Sarah Jessica Parker, Lizzie e Jonathan Tisch | –                                                         | AERIN                                                 |
| 4 maggio 2015              | China: Through the Looking Glass                                  | Anna Wintour, Jennifer Lawrence, Gong Li, Marissa Mayer, Wendi Murdoch                                       | Silas Chou                                                | Yahoo!                                                |
| 2 maggio 2016              | Manus x Machina: Fashion in an Age of Technology                  | Anna Wintour, Taylor Swift, Idris Elba, Jonathan Ive                                                         | Nicolas Ghesquière, Karl Lagerfeld, Miuccia Prada         | Apple                                                 |
| 1 maggio 2017              | Rei Kawakubo/Comme des Garçons: Art of the In-Between             | Anna Wintour, Gisele Bündchen e Tom Brady, Katy Perry, Pharrell Williams                                     | Rei Kawakubo                                              | Apple, Condé Nast, Farfetch, H&M, Maison Valentino    |
| 7 maggio 2018              | Heavenly Bodies: Fashion and the Catholic Imagination             | Anna Wintour, Rihanna, Amal Clooney, Donatella Versace                                                       | Christine e Stephen A. Schwarzman                         | Christine and Stephen A. Schwarzman, Versace          |
| 6 maggio 2019              | Camp: Notes on Fashion                                            | Anna Wintour, Lady Gaga, Harry Styles, Serena Williams, Alessandro Michele                                   | –                                                         | Gucci                                                 |
| 4 maggio 2020 (cancellato) | About Time: Fashion and Duration                                  | Anna Wintour, Meryl Streep, Emma Stone, Lin-Manuel Miranda, Nicolas Ghesquière                               | –                                                         | –                                                     |
| 13 settembre 2021          | In America: A Lexicon of Fashion                                  | Timothée Chalamet, Billie Eilish, Amanda Gorman, Naomi Ōsaka                                                 | Tom Ford, Adam Mosseri, Anna Wintour                      | Instagram                                             |
| 2 maggio 2022              | In America: An Anthology of Fashion                               | Blake Lively e Ryan Reynolds, Lin-Manuel Miranda, Regina King                                                | Tom Ford, Adam Mosseri, Anna Wintour                      | Instagram                                             |
| 1 maggio 2023              | Karl Lagerfeld: A Line of Beauty                                  | Anna Wintour, Dua Lipa, Michaela Coel, Penélope Cruz, Roger Federer                                          | –                                                         | Chanel, Fendi, Karl Lagerfeld (marchio)               |
| 6 maggio 2024              | Sleeping Beauties: Reawakening Fashion                            | Anna Wintour, Jennifer Lopez, Zendaya, Chris Hemsworth, Bad Bunny                                            | Shou Zi Chew, Jonathan Anderson                           | TikTok, Loewe                                         |

## Galleria d'immagini

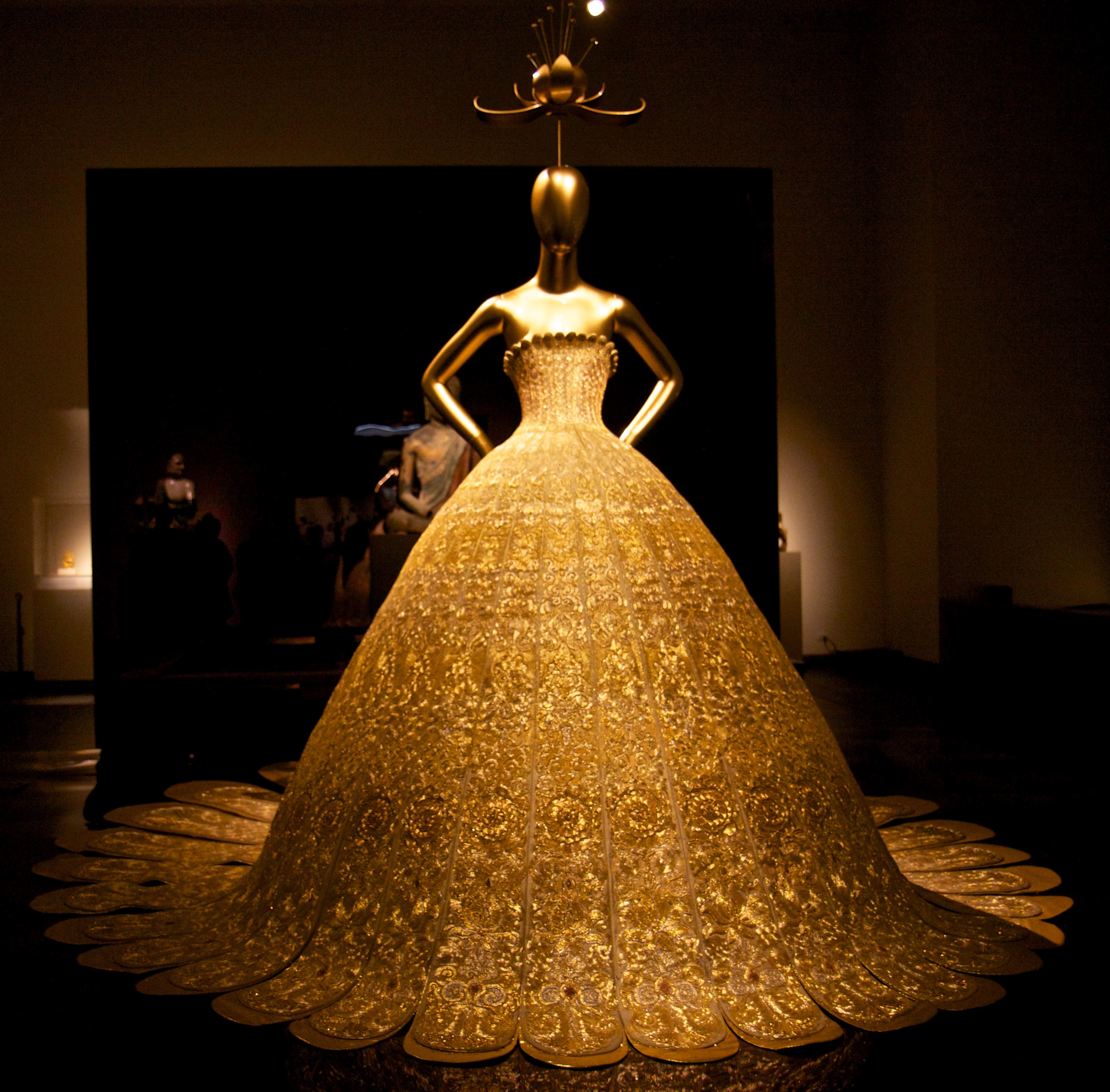
L'abito di Guo Pei, mostra China: Through the Looking Glass, nel 2015.
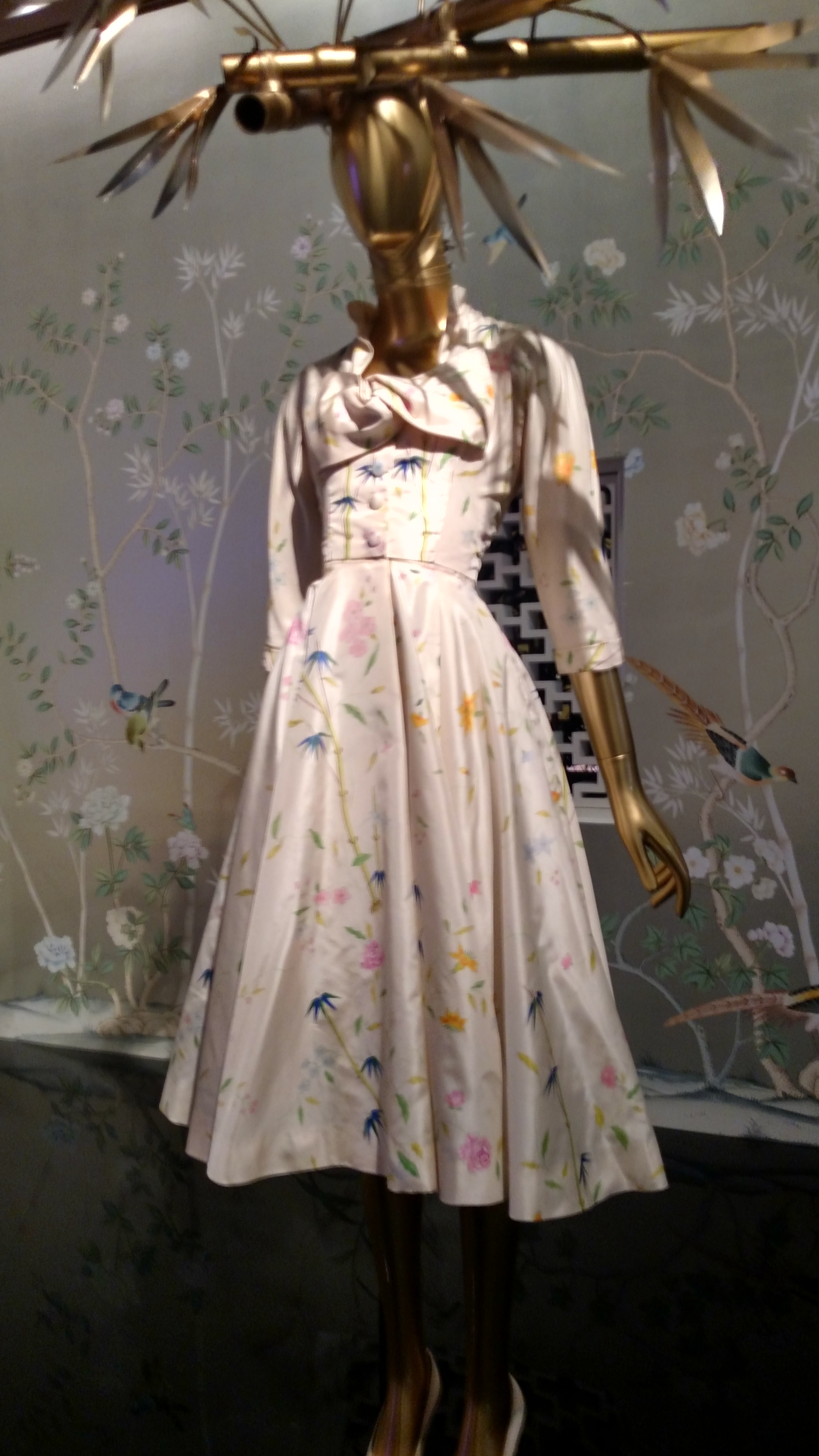
Abito Balenciaga con un motivo floreale cinese.
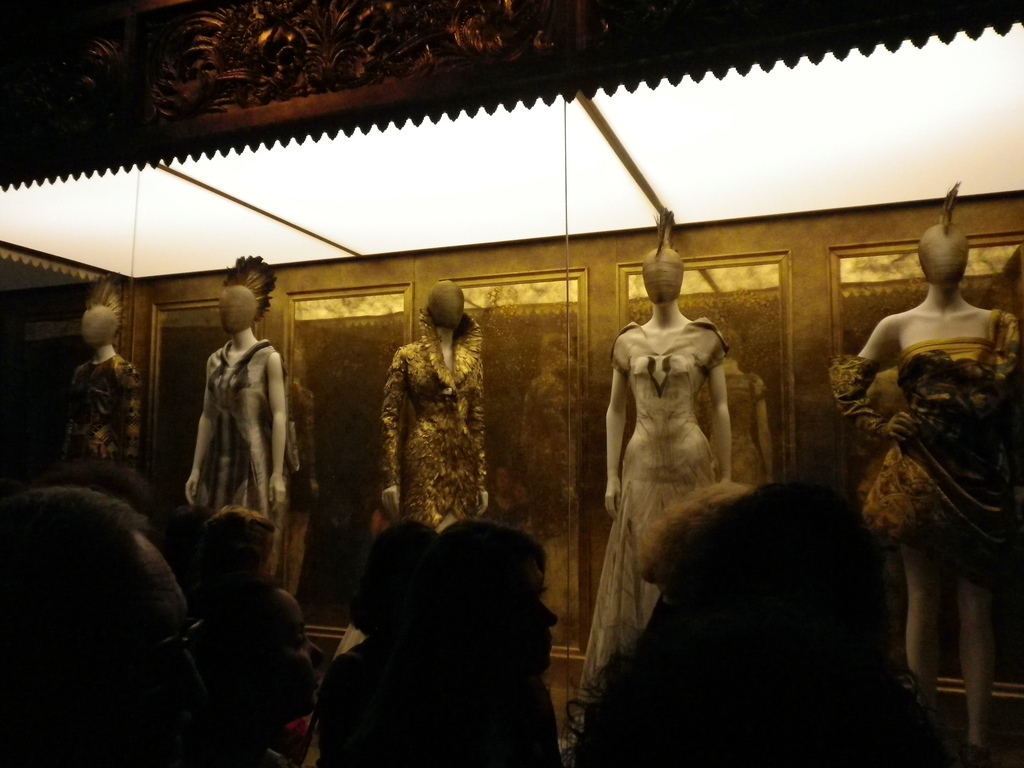
Mostra Alexander McQueen: Savage Beauty

## Nella cultura di massa
Il Meta Gala 2015 e il suo tema China: Through the Looking Glass sono diventati oggetto di un documentario, The First Monday in May, diretto da Andrew Rossi e prodotto da Condé Nast Entertainment, Vogue e Relativity Studios. Duecentoventicinque fotografi, giornalisti e creator hanno documentato l'evento per il documentario. A tutti gli altri partecipanti è stato vietato di utilizzare i social media durante l'evento. Gli ospiti hanno ricevuto notifiche sulla restrizione dei selfie e dei social media all'interno del Gala. Il divieto dei selfie è stato esteso alle seguenti edizioni del Met Gala.